# Sévérac-le-Château (tổng)
Tổng Sévérac-le-Château là một tổng thuộc tỉnh Aveyron trong vùng Occitanie.
Tổng này được tổ chức xung quanh Sévérac-le-Château ở quận Millau. Độ cao khu vực này dao động từ 454 m (Sévérac-le-Château) đến 1 129 m (Lavernhe) với độ cao trung bình 709 m.

## Hành chính
| Giai đoạn | Ủy viên          | Đảng | Tư cách                                      |
| --------- | ---------------- | ---- | -------------------------------------------- |
| 2008-2014 | Catherine Laur   | PS   |                                              |
| 2001-2008 | Éric Hochant     | PRG  |                                              |
| 1994-2001 | Bernard Seillier | MPF  | Thượng nghị sĩ-Thị trưởng Sévérac-le-Château |

## Các đơn vị trực thuộc
Tổng Sévérac-le-Château gồm 5 xã với dân số 4 009 người (điều tra dân số năm 1999, dân số không tính trùng)
| Xã                     | Dân số | Mã bưu chính | Mã insee |
| ---------------------- | ------ | ------------ | -------- |
| Buzeins                | 200    | 12150        | 12040    |
| Lapanouse              | 692    | 12150        | 12123    |
| Lavernhe               | 231    | 12150        | 12126    |
| Recoules-Prévinquières | 428    | 12150        | 12196    |
| Sévérac-le-Château     | 2 458  | 12150        | 12270    |

## Biến động dân số
| 1962                                                     | 1968  | 1975  | 1982  | 1990  | 1999  |
| -------------------------------------------------------- | ----- | ----- | ----- | ----- | ----- |
| 4 236                                                    | 4 519 | 4 429 | 4 259 | 4 019 | 4 009 |
| Nombre retenu à partir de 1962 : dân số không tính trùng |       |       |       |       |       |